# Константинов, Михаил Михайлович (геолог)
Михаил Михайлович Константинов (1937—2017) — советский и российский учёный-геолог, академик общественной академии РАЕН (2000), доктор геолого-минералогических наук, профессор, лауреат премии имени В. А. Обручева (1991).

## Биография
Родился 2 июля 1937 года в Москве.
В 1959 году - окончил Московский геологоразведочный институт.
С 1960 по 2014 годы - сотрудник ЦНИГРИ, прошёл путь от младшего до главного научного сотрудника.
В 1966 году - защитил кандидатскую, в 1980 году - докторскую диссертацию.
Ведущий специалист в области геологии месторождений благородных металлов, создания, разработки и внедрения научно-методических основ, прогрессивных методов и технологий прогноза, поисков и оценки месторождений цветных и благородных металлов.
Автор и научный редактор ряда атласов по моделям строения месторождений золота и серебра.
Под его руководством защищено 15 докторских и кандидатских диссертаций.
Умер 22 сентября 2017 года.

## Отзывы
Среди известных российских ученых-геологов нашего времени, специализирующихся на изучении металлогении и геологии месторождений золота и серебра, немаловажное место занимают М.М. Константинов и его ученики...   (Волков А.В., Зав. лаб. ИГЕМ РАН, д.г.-м.н.) 

## Награды
- Премия имени В. А. Обручева (совместно с Р. А. Ереминым, А. А. Сидоровым, за 1991 год) — за монографию «Серебро-геология, минералогия, генезис, закономерности размещения месторождений»
- Заслуженный деятель науки Российской Федерации
- Знак «Отличник разведки недр»